# Франц Антон Месмер
Франц Антон Месмер, Франц Месмер (нім. Franz Anton Mesmer; 23 травня 1734 р., Мос — 5 березня 1815 р., Мерсбург) — німецький лікар, доктор медичних наук, австрійський меценат, масон-розенкрейцер, цілитель, автор теорії «тваринного магнетизму» («месмеризм»), пізніше відомого як «гіпнотизм». Запровадив термін «рапорт».

## Життєпис
Народився в містечку Мос у Швабії.
Вивчав теологію та медицину у Віденському університеті.
1766 року отримав ступінь доктора медицини, захистивши дисертацію «Про вплив зірок і планет як лікувальних сил». Займався питаннями практичного застосування магнетизму.
1776 року прийшов до висновку, що магнітотерапія сприятливо діє на пацієнта, але не завдяки самому магніту, а внаслідок дії таємничої сили — флюїду, що виходить від магнетизера. Ця сила, названа ним «тваринним магнетизмом», може накопичуватися і передаватися іншим з метою усунення хвороб. Під впливом цих ідей Месмер розробив психотерапевтичний прийом лікування, який був названий ним «бак» (від фр. baque — чан). Суть його в тому, що кілька пацієнтів розташовується навколо дерев'яного чана з водою, в кришку якого через спеціальні отвори були вставлені намагнічені залізні стрижні. В умовах групового сеансу пацієнти торкалися до них і один до одного, створюючи ланцюг, на якому «циркулював» флюїд. Магнетизер при цьому повинен був торкнутися чану, передаючи через нього цілющу енергію всім пацієнтам водночас. Месмер вважав, що в стані «магнетичного сну» або трансу деякі люди можуть передбачати майбутнє і бачити минулі події, а також здатні бачити внутрішні органи — як свої, так і інших людей, розпізнавати хвороби, визначати засоби лікування тощо. При цьому механізм лікування мав, на його думку, суто фізіологічний, а не психологічний зміст. Він запропонував використовувати термін «рапорт» на означення фізичного контакту, завдяки якому відбувалася передача «флюїду». Згодом «рапорт» в гіпнотерапії став означати словесний контакт гіпнотизера з пацієнтом під час гіпнотичного стану.
Месмер вважав, що шлях до одужання лежить через розчинення свідомості пацієнта в свідомості свого лікаря, підпорядкування хворого «Я» гіпнотизерові.
Незважаючи на критику теоретичних положень методу Месмера, інтерес до нього зберігався, привертав увагу вчених і лікарів (Іполит Бернгейм, Амбруаз Льєбо, Жан-Мартен Шарко та інші). Феномен месмеризму сприяв до XIX століття формуванню наукових уявлень про гіпноз і практичних методів гіпнотерапії. Зробив істотний вплив на філософію романтизму. Посів чільне місце в історії психіатрії.

## Праці
Німецькою та французькою мовами.

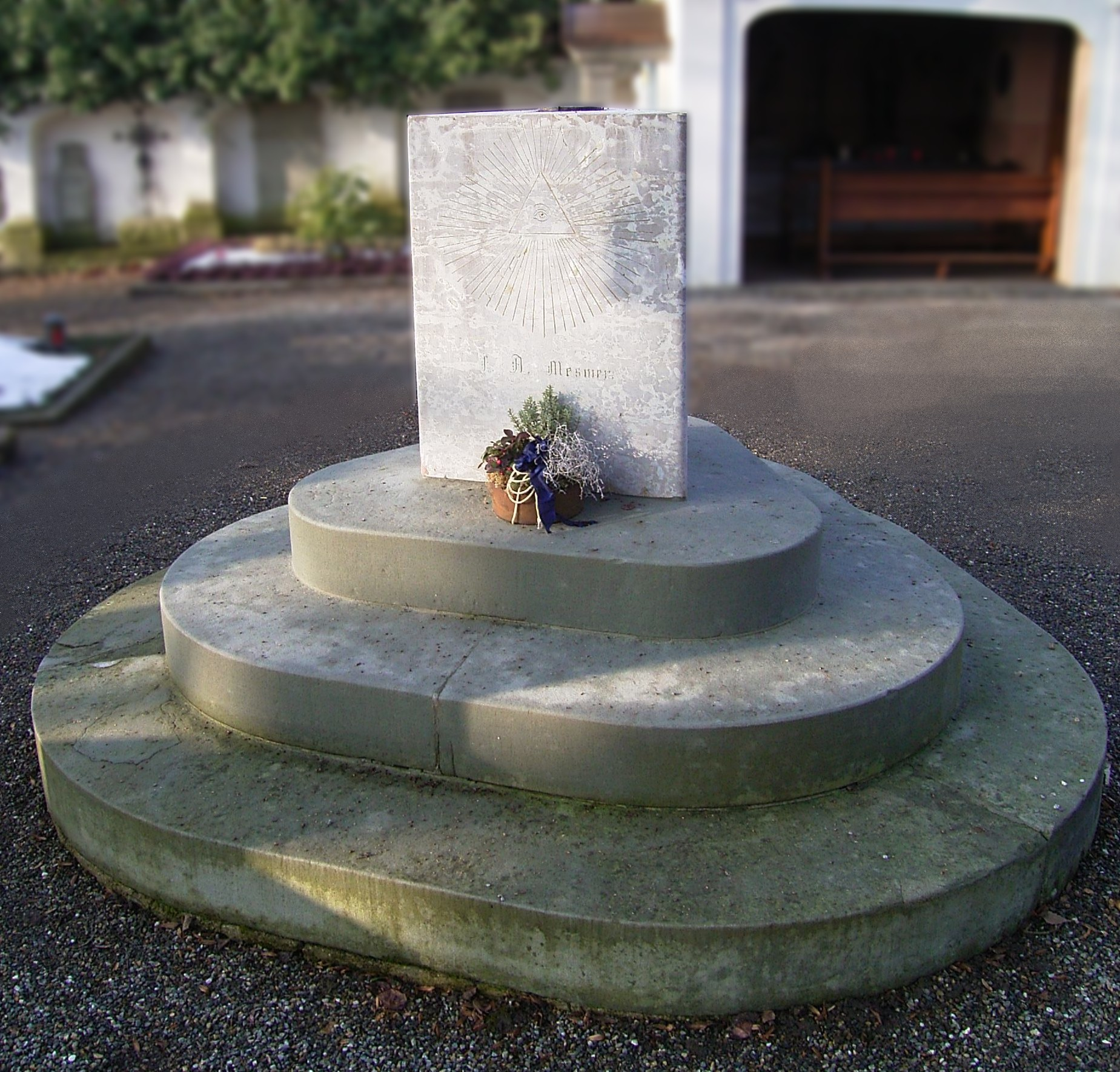
могила Месмера на кладовищі в Меєрсбурзі

- Antonii Mesmer Dissertatio physico-medica de planetarum influxu, Dissertation, Wien 1766 (SLUB [Архівовано 3 квітня 2016 у Wayback Machine.])
- Schreiben über die Magnetkur, ohne Ort 1766
- Sendschreiben über die Magnetkur an einen auswärtigen Arzt, Wien 5. Januar 1775 (Sendschreiben an Johann Christoph Unzer in Altona)
- Zweites Schreiben an das Publikum, Wien 1775
- Drittes Schreiben an die Frankfurter, 1775
- Mémoire sur la découverte du magnetisme animal, Didot, Genf und Paris 1779 (Digitalisat der Erstausgabe, E-Text der Ausgabe Paris 1826 [Архівовано 28 серпня 2008 у Wayback Machine.])
- Lettre à Monsieur Mesmer et autres pièces concernant la maladie de la Dlle. Berlancourt de Beauvais, Beauvais 1781
- Précis Historique Des Faits Relatifs Au Magnétisme-Animal Jusques En Avril 1781, London 1781 (Digitalisat)
- Abhandlung über die Entdeckung des thierischen Magnetismus, Carlsruhe 1781 (Nachdruck: Tübingen 1985, ISBN 3-88769-507-0; E-Text) — Übersetzung der «Mémoire sur la découverte»
- Lettre de M. Mesmer à M. le comte de C… d.d. Paris, 31. août 1784, 1784
- Lettre d'un médecin de Paris à un médecin de province, ohne Ort 1784
- Lettres de M. Mesmer à M. Vicq.-d'Azyr et à Messieurs les auteurs du Journal de Paris, Brüssel 1784
- Lettres de M. Mesmer à Messieurs les auteurs du Journal de Paris et à M. Franklin, ohne Ort 1784
- Théorie du monde et des êtres organisés suivant les principes de M…., Paris 1784 (Digitalisat)
- Aphorismes, hrsg. v. Louis Caullet de Veaumorel, Paris 1785 (Digitalisat)
- Correspondence de M. M[esmer] sur les nouvelles découvertes du baquet octrogone, de l'homme-baquet et du baquet moral, pouvant servir de suite aux aphorismes, hrsg. v. Alphonse Touissant Joseph André Marie Marseille de Fortia de Piles, François Jourgniac de Saint-Méard und Pierre Marie Louis de Boisgelin de Kerdu, Libourne, Paris 1785 (Digitalisat) — alle Namen von Autor und Herausgebern erscheinen in dem Buch nur abgekürzt
- Lettre de l'auteur de la découverte du magnétisme animal à l'auteur des Réflexions préliminaires, ohne Ort 1785 (Digitalisat)
- Lehrsäzze des Herrn Mesmer's. So wie er sie in den geheimen Versammlungen der Harmonia mit getheilt hat, und worinnen man seine Grundsäzze, seine Theorie, und die Mittel findet selbst zu magnetisiren. Hrsg. v. Louis Caullet de Veaumorel. Verlag der akademischen Buchhandlung, Straßburg 1785
- Supplément aux Observations de M. Bergasse, ou Règlemens des sociétés de l'harmonie universelle, ohne Ort 1785 (Digitalisat)
- Neue Beiträge zur praktischen Anwendung des Thierischen Magnetismus. In verschiedenen Abhandlungen…; Ein Nachtrag zu den Lehrsätzen des Hrn Mesmers …; Aus Hrn. Caullet de Veaumorel dritter Ausgabe mit möglichster Treue übersetzt, Straßburg 1786
- Introduction au magnétisme animal par M. P. Laurent, suivie des prinxcipaux aphorismes du docteur Mesmer, Lange-Lévy, um 1788 (Digitalisat)
- Lettres de F. A. Mesmer sur l'origine de la petite vérole et le moyen de la faire cesser, Paris 1799
- Mémoire de F. A. Mesmer … sur ses découvertes, Paris 1799 (Digitalisat)
- Ueber meine Entdeckungen: Aus dem Französischen übersetzt (In Paris herausgenommen im 8n Jahre d. Republik), Stahl, Jena 1800
- Allgemeine Erläuterungen über den Magnetismus und den Somnambulismus. Als vorläufige Einleitung in das Natursystem, Buchhandlung des Hallischen Waisenhauses, Halle [u.a.] 1812
- Ueber den Ursprung und die wahre Natur der Pokken, so wie über die Möglichkeit der gänzlichen Ausrottung durch die einzig richtige naturgemässe Verfahrungsart bei der Geburt, Buchhandlung des Waisenhauses, Halle und Berlin 1812
- Mesmerismus oder System der Wechselwirkungen, Theorie und Anwendung des thierischen Magnetismus als die allgemeine Heilkunde zur Erhaltung des Menschen. Mit dem Bildniß des Verfassers und 6 Kupfertafeln, hrsg. von Karl Christian Wolfart, Berlin, Nikolai 1814 (Nachdruck: E. J. Bonset, Amsterdam 1966; Ausschnitte als E-Text)